# Ligyrus subtropicus
Ligyrus subtropicus är en skalbaggsart som beskrevs av Willis Blatchley 1922. Ligyrus subtropicus ingår i släktet Ligyrus och familjen Dynastidae. Inga underarter finns listade i Catalogue of Life.